# Cunina vitrea
Cunina vitrea är en nässeldjursart som beskrevs av Gegenbaur 1856. Cunina vitrea ingår i släktet Cunina och familjen Cuninidae. Inga underarter finns listade i Catalogue of Life.